# 1036
Năm 1036 là một năm trong lịch Julius.

## Sự kiện
- Nhật hoàng Go-Suzaku lên ngôi vua Nhật Bản.

## Mất
- C. 5 tháng 2 - Alfred Aetheling, hoàng tử Anglo-Saxon
- 15 tháng 5 - Thiên hoàng Go-Ichijō của Nhật Bản (sinh 1008)
- 12 tháng 6 - Tedald, Đức Giám mục của Arezzo
- 13 tháng 6 - Ali Az-Zahir
- Sweyn Knutsson, con trai của Knud Đại đế